# 18282 Ilos
A 18282 Ilos (ideiglenes jelöléssel 4369 T-3) egy kisbolygó a Naprendszerben. Cornelis Johannes van Houten,   Ingrid van Houten-Groeneveld és Tom Gehrels fedezte fel 1977. október 16-án.